# Love Songs (Michael Jackson)
Love Songs è una raccolta del cantante statunitense Michael Jackson e del gruppo musicale The Jackson 5, pubblicata nel 2002 e contenente brani registrati tra il 1969 e il 1975.

## Tracce
1. Who's Lovin' You (Single Version) (with The Jackson 5)
2. Fool for You (with The Jackson 5)
3. Everybody's Somebody's Fool
4. Got to Be There
5. We're Almost There
6. We've Got a Good Thing Going
7. Maybe Tomorrow (Goin' Back to Indiana Version)
8. Call on Me (Original Mix)
9. You Are There
10. One Day in Your Life
11. If I Don't Love You This Way (with The Jackson 5)
12. Wings of My Love
13. I'll Come Home to You
14. I'll Be There (inedito)